# Gesta Romanorum
Los Gesta Romanorum ("Hechos de los romanos") es una colección o compendio de relatos escrita en latín aproximadamente a mediados del siglo XIV (el manuscrito más antiguo se ha fechado en 1342). Fue impresa por primera vez en 1470.
Esta recopilación posee un doble interés literario: por ser uno de los libros más populares de su época (han perdurado hasta la actualidad unos doscientos manuscritos de la obra) y por haber servido de fuente más o menos directa a la literatura ulterior, en especial a autores como Geoffrey Chaucer, John Gower, Don Juan Manuel, Juan Timoneda, Giovanni Boccaccio, Thomas Occleve, William Shakespeare e incluso Cervantes.
Se trata de una colección de exempla moralizados para uso esencialmente de predicadores en discursos sacros. Proceden de géneros y tipos textuales diversos: fábulas, layes, cuentos, mitos, leyendas, relatos hagiográficos, etc.
Se conjetura que el recopilador pudo ser Helinandus (Hélinand de Froidmont) o  Petrus Berchorius (Pierre Bersuire). Su origen (Inglaterra, Alemania o Francia) todavía es objeto de debate. 
Existe traducción moderna al español de Jacinto Lozano Escribano (Madrid: Akal, 2004).